# Bruckberg (Ansbach)
Bruckberg è un comune tedesco di 1 317 abitanti, situato nel land della Baviera.